# 9234 Matsumototaku
9234 Matsumototaku este un asteroid din centura principală, descoperit pe 3 februarie 1997, de Takao Kobayashi.